# Tortula minutirosula
Tortula minutirosula är en bladmossart som beskrevs av Brotherus 1902. Tortula minutirosula ingår i släktet tussmossor, och familjen Pottiaceae. Inga underarter finns listade i Catalogue of Life.